# 神游科技
神游科技（中国）（英語：iQue(China)），原稱神游科技（苏州），於2002年成立，是一家中国大陆游戏公司，起初是美籍华人科学家、企业家颜维群博士與日本著名游戏公司任天堂合资成立，现时已经成为任天堂全资子公司。公司先前主要业务是负责任天堂主机及游戏软件在大陆地区的本地化、发行、销售维修。任天堂2017年度的财报显示，神游科技的职能已从销售转向研发。

## 历史
1993年8月，颜维群担任董事的硅谷图形公司（SGI）与任天堂签约，为任天堂64开发图形处理器。以此为契机，颜维群开始与任天堂合作。
2002年12月6日，颜维群与任天堂合资在苏州成立了神游科技，颜维群占股51%，任天堂占股49%。
2003年9月24日，神游科技与任天堂联合宣布将于10月中旬在中国大陆推出神游机，以N64为原型。由於早在2000年6月下发了《关于开展电子游戏经营场所专项治理的意见》（简称「游戏机销售与制造禁令」，至2014年解禁），因此採用其主机与手柄合二为一，无实体卡带，仅有下载版，使用“神游卡”存储，购买游戏时需前往授权实体店使用“神游票”购买、“神游加油站”写入游戏。2004年10月，神游在线（iQue@Home）出现，玩家可以用USB数据线将神游机连接至电脑在线购买并下载游戏。
神游机售价为498元，每款游戏售价48元，远低于第六世代家用机价格，然而由於机型落后等因素导致销量不佳，很大一部分出口到了俄罗斯等周边国家。原定发售的“神游盒子”（Nintendo GameCube的改进版）也因销量不佳而取消了研发。
2004年6月，小神游GBA捆绑《超级马力欧2》和《瓦力欧寻宝记》上市。2004年10月，小神游SP上市。因价格与水货相差无几，有正规售后服务，且无锁区或防盗版措施，因此主机销量较好。然而游戏则一经发售即被破解并发布在互联网上，使得游戏销量不佳。
小神游上市后不久，神游投入研发了NC卡，其设想是可插入GBA和DS的卡槽，再通过互联网下载游戏或网络对战。神游自主研发了《争上游》《拖拉机大战》《中国象棋》等联网游戏，并计划为其他游戏添加联网功能。然而，NC卡从未上市。
2005年7月，神游DS上市，分为普通版和豪华版两个版本，后者捆绑了《直感一笔》和《瓦力欧制造》且售价较高。由于普通版不受商家欢迎，豪华版价格较高，销量不温不火。2006年6月，神游DS Lite上市，这才带动了销量。
2006年12月，Wii在日本发售后不久，神游即开始准备引进事宜。2007年12月，Wii以“神游影音互动播放器”的名称获中国大陆3C认证，神游承诺将在2008年发售Wii。然而事与愿违，Wii未能在中国大陆发售。神游在Wii平台繁体中文化的游戏部分在港澳发售，且在游戏封面左下角标注了“iQue神遊中文”；还有一部分在2017年中国大陆版Nvidia Shield发售后登录该平台。
2009年，颜维群退出神游，全部股份出售给任天堂，神游成为了任天堂的全资子公司。同年12月，神游DSi上市，内置《任天狗狗》。在2009年至2011年，神游共发行了31款DSi创软。
2012年12月，神游3DS XL上市，内置《超级马力欧3D乐园》和《马力欧卡丁车7》。这两款游戏也成为神游在中国大陆正式发行的最后两款游戏。在神游科技停止发行游戏后，任天堂（香港）发行的部分3DS中文游戏同时搭载了简繁中文，并可在港台3DS上显示繁体、在神游3DS上显示简体。
2016年11月4日，神游停止DSi商店服务，同年12月31日停止神游机的网络服务，至此神游科技在中国大陆所有的在线服务均已终止。
根据任天堂2017年财报，神游科技的职能已由“销售”转为“研发”，为任天堂发行的游戏进行中文化，此外还为Virtual Console移植游戏。

## 主要产品

### 硬件
- 神游机，即任天堂64的中国大陆改版行货
- 小神游GBA，中国大陆行货版Game Boy Advance
- 小神游SP，中国大陆行货版Game Boy Advance SP
- iQue DS，中国大陆行货版任天堂DS
- iQue Gameboy Micro，中国大陆行货版Game Boy Micro
  - iQue MP4 影音播放君，中国大陆行货版播放君
- iQue DS Lite，中国大陆行货版任天堂DS Lite
- iQue DSi，中国大陆行货版任天堂DSi
- iQue 3DS XL，中国大陆行货版任天堂3DS XL

### 软件

#### 神游机
- 神游马力欧（2003年11月）
- 塞尔达传说 时光之笛（2003年11月）
- 星际火狐（2003年11月）
- 水上摩托（2003年11月）
- 马力欧医生（2003年11月）
- 马力欧卡丁车（2003年12月）
- F-Zero X 未来赛车（2004年2月）
- 耀西故事（2004年3月）
- 纸片马力欧（2004年6月）
- 罪与罚 -地球的继承者-（2004年9月）
- 越野摩托（2005年6月）
- 任天堂明星大乱斗（2005年11月）
- 组合机器人（2006年5月）
- 动物森林（2006年6月）

#### 小神游GBA
- 超级马力欧2（2004年6月）
- 瓦力欧寻宝记（2004年6月）
- 密特罗德 零点任务（2005年6月）
- 瓦力欧制造（2005年6月）
- 密特罗德 融合（2006年3月）
- 耀西岛（2006年3月）
- 超级马力欧世界（2006年3月）
- 极速F-ZERO 未来赛车（2007年8月）

#### iQue DS
- 直感一笔（2005年7月）
- 摸摸瓦力欧制造（2005年12月）
- 摸摸耀西 云中漫步（2006年2月）
- 神游马力欧DS（2007年8月）
- New超级马力欧兄弟（2009年7月）
- 任天狗狗（2009年12月）

#### iQue DSi创软
- 纸飞机挑战（2009年12月）
- 鸟与豆（2009年12月）
- iQue DSi时钟 红白机马力欧款（2010年1月）
- iQue DSi时钟 动物森林款（2010年1月）
- iQue DSi时钟 相架款（2010年1月）
- iQue DSi计算器 红白机马力欧款（2010年2月）
- iQue DSi计算器 动物森林款（2010年2月）
- 照照瓦力欧制造（2010年3月）
- 一下下马力欧医生（2010年4月）
- 趣拍拍☆炫靓俏饰秀（2010年4月）
- 纸牌DSi（2010年6月）
- 啊啊无情刹那（2010年7月）
- GAME&WATCH 抛接球（2010年8月）
- GAME&WATCH 安全帽（2010年8月）
- GAME&WATCH 森乐刚（2010年8月）
- 一下下名游大全 经典重温（2010年9月）
- 一下下名游大全 轻松休闲（2010年9月）
- GAME&WATCH 人孔（2010年10月）
- GAME&WATCH 审判（2010年10月）
- GAME&WATCH 打旗语（2010年12月）
- GAME&WATCH 厨师长（2010年12月）
- 一下下名游大全 智勇双全（2010年12月）
- 一下下脑年龄 DSi锻炼 算数篇（2011年2月）
- GAME&WATCH 害兽（2011年2月）
- GAME&WATCH 马力欧的水泥工场（2011年2月）
- 跟着节奏锻炼 满当当英语 简单会话篇（2011年3月）
- 跟着节奏锻炼 满当当英语 原味会话篇（2011年3月）
- 瞄瞄~中中（2011年4月）
- 数阵对战（2011年6月）
- 早教乐园 我的童话绘本 小海兔的故事（2011年7月）
- 立体隐藏画 童话寻踪记（2011年9月）

#### iQue 3DS
- 超级马力欧 3D乐园（2012年12月）
- 马力欧卡丁车7（2012年12月）